# Ненси Стивенс
Ненси Џејн Стивенс (енгл. Nancy Jane Stephens; рођена 2. јула 1949. у Раску) је америчка филмска и телевизијска глумица. Најпознатија је по улози Мерион Чемберс у култном хорор филму Џона Карпентера, Ноћ вештица из 1978. У исту улогу се вратила и у наставцима: Ноћ вештица 2 (1981), Ноћ вештица 7: Двадесет година касније (1998) и Ноћ вештица 12: Убиства Ноћи вештица (2021).
Појавила се и у неколико познатих ТВ серија као што су Дани наших живота (1975), Беверли Хилс, 90210 (1994), Али Мекбил (1998—1999) и Бостонски адвокати (2004).

## Каријера
Стивенс је доживотни члан Студија „Акторс”. Каријеру је започела 1969. улогом Џенифер Колинс Метјуз у сапуници Светло обећање. Током 1975. појавила се као Мери Андерсон у 9 епизода популарне ТВ серије Дани наших живота.
Филмски деби, Стивенс је имала 1978. улогом медицинске сестре Мерион Чемберс у култном хорор класику Џона Карпентера, Ноћ вештица. Сарадњу са Карпентером наставила је 1981. на филму Бекство из Њујорка. Исте године снимила је и наставак Ноћи вештица, под насловом Ноћ вештица 2. Током 1980-их и 1990-их појављивала се у неколико филмовима и ТВ серија као што су Амерички сањар (1984), Кафић Уздравље (1992), Моћне патке 2 (1994) и Беверли Хилс, 90210 (1994). Године 1998. се по трећи пут вратила у улогу Мерион Чемберс у филму Ноћ вештица 7: Двадесет година касније. Крајем 1990-их и почетком 2000-их појавила се у још неколико популарних ТВ серија, као што су: Али Мекбил (1998—1999), Градић Провиденс (2000) и Бостонски адвокати (2004). Године 2004. престала је да се активно бави глумом.
Глумачку „пензију” прекинула је 2019. године, како би се по четврти пут вратила у улогу Мерион Чемберс и то у 12. делу серијала Ноћ вештица, који носи наслов Ноћ вештица убија (2021). Стивенс се овим филмом изједначила са Данијелом Харис на трећем месту (иза Доналда Плезенса и Џејми Ли Кертис) по броју појављивања у филмовима из овог серијала.

## Приватни живот
Ненси Стивенс се удала за филмског редитеља Рика Розентала 23. маја 1981. Пар се упознао на снимању филма Ноћ вештица 2. Имају троје деце, од којих је једно кинематограф Ноа Розентал.

## Филмографија
| Улоге Ненси Стивенс |                                        |               |                         |                       |
| Година              | Српски назив                           | Изворни назив | Улога                   | Напомена              |
| 1969—1970.          | Светло обећање                         |               | Џенифер Колинс Метјуз   | ТВ серија, 11 епизода |
| 1975.               | Дани наших живота                      |               | Мери Андерсон           | ТВ серија, 9 епизода  |
| 1976.               | Сви у породици                         |               | Анита                   | ТВ серија, 1 епизода  |
| 1976.               | Чарлијеви анђели                       |               | Брук Андерсон           | ТВ серија, 1 епизода  |
| 1976.               | Полицајка                              |               | Валери                  | ТВ серија, 1 епизода  |
| 1978.               | Ноћ вештица                            |               | Мерион Чемберс          |                       |
| 1981.               | Бекство из Њујорка                     |               | стјуардеса              |                       |
| 1981.               | Ноћ вештица 2                          |               | Мерион Чемберс          |                       |
| 1984.               | Амерички сањар                         |               | Жаклин                  |                       |
| 1987.               | Руски                                  |               | медицинска сестра       |                       |
| 1989.               | Свачија беба: Спашавање Џесике Маклур  |               | репортерка              |                       |
| 1990—1991.          | Живот иде даље                         |               | Шерон Галовеј           | ТВ серија, 2 епизоде  |
| 1992.               | Кафић Уздравље                         |               | муштерија               | ТВ серија, 1 епизода  |
| 1993.               | Дрвене ограде                          |               | госпођа Кендал          | ТВ серија, 1 епизода  |
| 1994.               | Моћне патке 2                          |               | репортерка из колосеума |                       |
| 1994.               | Беверли Хилс, 90210                    |               | Хелен                   | ТВ серија, 2 епизоде  |
| 1996.               | Мрачна небеса                          |               | госпођа Бач             | ТВ серија, 2 епизоде  |
| 1998.               | Ноћ вештица 7: Двадесет година касније |               | Мерион Чемберс          |                       |
| 1998—1999.          | Али Мекбил                             |               | судија Вашингтон        | ТВ серија, 2 епизоде  |
| 2000.               | Градић Провиденс                       |               | др Блејк                | ТВ серија, 1 епизода  |
| 2002.               | Време за плес                          |               | госпођа Хилман          |                       |
| 2004.               | Бостонски адвокати                     |               | судија Вилкокс          | ТВ серија, 1 епизода  |
| 2021.               | Ноћ вештица 12: Убиства Ноћи вештица   |               | Мерион Чемберс          |                       |